# گیوم اوئارو
گیوم اوئارو (فرانسوی: Guillaume Hoarau‎؛ زادهٔ ۵ مارس ۱۹۸۴) بازیکن فوتبال اهل فرانسه است.
از باشگاه‌هایی که در آن بازی کرده‌است می‌توان به باشگاه فوتبال لو آور، باشگاه فوتبال پاری سن ژرمن، باشگاه فوتبال بوردو، باشگاه ورزشی یانگ بویز برن، باشگاه فوتبال دالیان ییفانگ، و باشگاه فوتبال دالیان ییفانگ، اشاره کرد.
وی همچنین در تیم ملی فوتبال فرانسه بازی کرده‌است.